# Durán (Equador)
Durán, também chamada de Eloy Alfaro,  é uma cidade equatoriana localizada na margem direita (leste) do rio río Guayas, na província homônima. Está situada na região metropolitana de  Guayaquil, capital provincial e maior cidade do Equador, estando unida a esta cidade pela Rafael Mendoza Avilés. Deve seu nome ao ex-presidente homônimo.
Durán é a cabeceira do cantão homônimo. Segundo o censo de 2001, a cidade tem 174.531 habitantes e o cantão 178.714.